# Пілаки-Малі
Піла́ки Малі (пол. Piłaki Małe, нім. Klein Pillacken, 1923-1945 Lindenwiese) — село в Польщі, у гміні Будри Венґожевського повіту Вармінсько-Мазурського воєводства.
Населення — 73 особи (2011).
У 1975—1998 роках село належало до Сувальського воєводства.

## Демографія
Демографічна структура станом на 31 березня 2011 року:
|          | Загалом | Допрацездатний вік | Працездатний вік | Постпрацездатний вік |
| -------- | ------- | ------------------ | ---------------- | -------------------- |
| Чоловіки | 36      | 7                  | 28               | 1                    |
| Жінки    | 37      | 6                  | 23               | 8                    |
| Разом    | 73      | 13                 | 51               | 9                    |